# Shijiazhuang
Shijiazhuang (forenklet kinesisk: 石家庄; traditionel kinesisk: 石家莊; pinyin: Shíjiāzhuāng; Wade-Giles: Shíh-chiā-chuāng) er en kinesisk storby som er hovedstad i provinsen Hebei i Kina. Den er en by på præfekturniveau. Befolkningen i selve byen anslås til 1.684.000 mennesker (2004) men hele præfekturet har 8,6 millioner indbyggere. 

## Grundlæggelse
Byen blev anlagt i 1925, og fik formel bystatus den 7. oktober 1939, da under navnet Shimen (Shímén, 石門). Den 26. december 1947 blev navnet ændret til Shijiazhuang.

## Administration
Bypræfekturet Shijiazhuang har jurisdiktion over 6 distrikter (区 qū), 5 byamter (市 shì) og 12 amter (县 xiàn).
| Kort                   | Kort                   | Kort     | Kort             | Kort                   | Kort        | Kort          |
| ---------------------- | ---------------------- | -------- | ---------------- | ---------------------- | ----------- | ------------- |
| Kort over Shijiazhuang |                        |          |                  |                        |             |               |
| #                      | Navn                   | Hanzi    | Pinyin           | Befolkning (2004 est.) | Areal (km²) | Tæthed (/km²) |
| Distrikter             |                        |          |                  |                        |             |               |
| 1                      | Chang'an               | 长安区   | Cháng'ān Qū      | 410 000                | 110         | 3 727         |
| 2                      | Qiaodong               | 桥东区   | Qiáodōng Qū      | 320 000                | 43          | 7 442         |
| 3                      | Qiaoxi                 | 桥西区   | Qiáoxī Qū        | 450 000                | 53          | 8 491         |
| 4                      | Xinhua                 | 新华区   | Xīnhuá Qū        | 460 000                | 92          | 5 000         |
| 5                      | Yuhua                  | 裕华区   | Yùhuá Qū         | 430 000                | 101         | 4 257         |
| 6                      | Jingxing grubedistrikt | 井陉矿区 | Jǐngxíng Kuàngqū | 100 000                | 56          | 1 786         |
| Byamter                |                        |          |                  |                        |             |               |
| 7                      | Xinji                  | 辛集市   | Xīnjí Shì        | 610 000                | 951         | 641           |
| 8                      | Gaocheng               | 藁城市   | Gàochéng Shì     | 740 000                | 836         | 885           |
| 9                      | Jinzhou                | 晋州市   | Jìnzhōu Shì      | 510 000                | 619         | 824           |
| 10                     | Xinle                  | 新乐市   | Xīnlè Shì        | 450 000                | 625         | 720           |
| 11                     | Luquan                 | 鹿泉市   | Lùquán Shì       | 360 000                | 603         | 597           |
| Amter                  |                        |          |                  |                        |             |               |
| 12                     | Jingxing               | 井陉县   | Jǐngxíng Xiàn    | 320 000                | 1 381       | 232           |
| 13                     | Zhengding              | 正定县   | Zhèngdìng Xiàn   | 440 000                | 568         | 775           |
| 14                     | Luancheng              | 栾城县   | Luánchéng Xiàn   | 320 000                | 347         | 922           |
| 15                     | Xingtang               | 行唐县   | Xíngtáng Xiàn    | 410 000                | 1 025       | 400           |
| 16                     | Lingshou               | 灵寿县   | Língshòu Xiàn    | 310 000                | 1 546       | 201           |
| 17                     | Gaoyi                  | 高邑县   | Gāoyì Xiàn       | 180 000                | 222         | 811           |
| 18                     | Shenze                 | 深泽县   | Shēnzé Xiàn      | 250 000                | 296         | 845           |
| 19                     | Zanhuang               | 赞皇县   | Zànhuáng Xiàn    | 230 000                | 1 210       | 190           |
| 20                     | Wuji                   | 无极县   | Wújí Xiàn        | 480 000                | 524         | 916           |
| 21                     | Pingshan               | 平山县   | Píngshān Xiàn    | 450 000                | 2 951       | 152           |
| 22                     | Yuanshi                | 元氏县   | Yuánshì Xiàn     | 390 000                | 849         | 459           |
| 23                     | Zhao                   | 赵县     | Zhào Xiàn        | 560 000                | 714         | 784           |

Myndigheder
Den lokale leder i Kinas kommunistiske parti er Xing Guohui. Fungerende borgmester er Ma Yujun, pr. første kvartal 2021.

## Trafik

### Jernbane
Jingguangbanen, som er toglinjen mellem Beijing i nord og Guangzhou i syd, har stoppested her. Denne stærkt trafikerede jernbanelinje er passerer blandt andet også Baoding, Zhengzhou, Wuhan, Changsha og Shaoguan. 
Qingdao-Taiyuan højhastighedstog standser her på sin vej fra Qingdao til Taiyuan.

### Veje
Kinas rigsvej 107 fører gennem området. Den løber fra Beijing til Shenzhen (ved Hongkong), og passerer på sin vej provinshovedstæderne Shijiazhuang, Zhengzhou, Wuhan, Changsha og Guangzhou.
Kinas rigsvej 307 passerer gennem området. Den begynder i Qikou i Hebei og fører gennem provinserne Shanxi og Shaanxi til Yinchuan i den autonome region Ningxia Hui.
Kinas rigsvej 308 ender i Shijiazhuang. Den begynder i Qingdao i Shandong og fører via Jinan til Shijiazhuang.
38°02′33″N 114°30′36″Ø / 38.0425°N 114.51°Ø